# 요시모토 다카후미
요시모토 다카후미(일본어: 吉本 岳史, 1978년 5월 13일 ~ )는 일본의 전 축구 선수이자 현 축구 지도자로 과거 나고야 그램퍼스 에이트, 요코하마 FC, 미토 홀리호크 등에서 수비수로 활동했으며 2022년부터 2년간 고치 유나이티드의 사령탑을 역임했다.

## 구단 경력
2001년 J1리그의 나고야 그램퍼스 에이트에 입단했다. 2002년 J2리그의 요코하마 FC에서 활동했다. 2003년 미토 홀리호크로 이적했다. 2007년까지 138경기에 출전하여, 17득점을 넣었다. 2008년부터 2009년까지 요코하마 FC에서 뛰었다. 2009년후 현역 은퇴.

## 수상

### 클럽 (선수 및 지도자)
블랑디유 히로사키
- 아오모리현 디비전 1 : 우승 (2012)
- 도호쿠 사커 리그 디비전 1 : 준우승 (2016), 3위 (2017)
- 도호쿠 사커 리그 디비전 2 노스 : 우승 (2014), 준우승 (2013)

고치 유나이티드
- 일본 풋볼 리그 : 준우승 (2024)